# 매매
매매(賣買, 영어: Buying and Selling)는 당사자의 일방(매도인, 賣渡人)이 어떤 재산권을 상대방(매수인, 買受人)에게 이전하기로 약속하고 상대방이 이에 대하여 그 대금을 지급하기로 약속함으로써 성립하는 계약(대한민국 민법 제563조)이다. 일본 민법 제555조에서도 이와 거의 유사하게, "매매는 당사자 일방이 어떤 재산권을 상대방에 이전하는 것을 약속하고, 상대방이 이것에 대하여 그 대금을 지급할 것을 약속함으로써, 그 효력을 발생한다"고 규정하고 있다. 간단히, 재화와 금전의 교환이 매매이다. 즉 어떤 물품(物品)을 산다고 하는 것은 그 물품의 소유권을 산다는 것이 된다. 따라서 말할 필요도 없이 소유권 이외의 재산적 가치가 있는 권리도 타인에게 양도 가능한 것인 이상 모두 매매의 목적이 될 수 있다(예；채권：대한민국 민법 제449조 참조, 지상권이나 질권(質權)과 같은 물권, 광업권이나 채석권(採石權), 특허권이나, 실용신안권·저작권, 고객과의 거래관계에 관한 권리 등 일체의 권리의 양도 등). 매매의 목적이 무엇인가에 따라 매매에 의한 권리의무관계는 각각 상이하게 전개된다.

## 매매계약의 성립
매매는 재산권의 이전과 반대급부(反對給付)로서의 대금(금전으로 지급한다. 이 점이 교환과 상위하다)의 지급에 관한 합의가 있으면 즉시 성립한다(낙성계약,諾成契約). 특히 계약서를 작성하거나 현실적으로 이행하지 않아도 계약은 유효하게 성립한다(불요식계약, 不要式契約). 매매가 성립하면 매도인에게 재산권 이전, 매수인에게 대금지급의 채무가 각각 생긴다(매매는 채권을 발생시키는 계약으로서, 재산권이 이전한 것으로 되는 효과인 물권효과(物權效果)는 직접적으로는 매매계약에서 생기지 않는다. 물품과 대금을 바꿈으로써 매매가 행하여지는 현실매매 예컨대 '자동판매기에 의한 매매 등'도 계약성립과 동시에 이행이 행하여지는 것뿐이므로 위의 이치에 위반되지 않는다). 또한 매매는 위와 같이 매도인·매수인 쌍방이 각각 채무를 부담하는 쌍무계약이므로 위의 채무에 관하여는 쌍무계약에 관한 규정(동시이행의 항변권：대한민국 민법 제536조. 위험부담：제537조 이하)이 적용된다. 매매는 가장 많이 볼 수 있는 계약이며 채권법 전체가 매매를 중심으로 발달되어 왔다고 할 수 있다. 현재에는 매매에 관하여 여러 가지 특별법이 있어 민법이 예정한 것과 같은 계약자유의 원칙이 일부 수정되고 있는 점은 주의를 요한다. 매매는 유상계약의 전형(典型)이므로 다른 유상계약(예；교환·임대차·이자부 소비대차 등)에도 그 계약유형(契約類型)의 성질에 반하지 않는 한 매매의 규정이 준용된다(567조). 또한 매매는 일시적 계약에 속한다.
매매는 재화와 금전의 교환이므로, 재화와 재화의 교환은 교환이지, 매매가 아니다. 그러나 금전과 금전의 교환, 즉 환전은 매매이다.
매매목적물과 대금은 반드시 계약체결 당시에 구체적으로 특정할 필요는 없고 이를 사후에라도 구체적으로 특정할 수 있는 방법과 기준이 정하여져 있으면 족하다.

### 이중매매
이중매매(二重賣買)는 동일한 재산권에 관하여 둘 이상의 매매를 하는 것을 말한다. 매매는 매도인에게 매매의 목적이 되는 재산권 이전의 채무를 발생시킬 뿐이며 재산권 이전의 효력은 매매계약으로부터 직접 생기는 게 아니다. 즉 민법은 물권과 지시채권 및 무기명채권의 양도에 관하여는 이른바 형식주의를 취하여 등기나 인도, 또는 증서의 배서(背書) 교부가 있어야 양도 · 취득된다고 규정하고(대한민국 민법 제186조, 188조, 508조, 523조), 지명채권도 대항요건을 갖추어야 한다. 또 채권은 배타성(排他性)이 없으므로 채권계약의 단계에서는 이중매매의 두 매수인의 권리는 서로 충돌하지 않는다. 따라서 이론상 이중매매는 무효라고 할 수 없다. 다만 계약의 이행단계에서 문제가 있으나 이때에도 두 매수인 중에서 먼저 등기나 인도 또는 대항요건을 갖춘 자가 완전히 권리를 취득하며, 다른 편의 매매계약은 이행 불능으로 된다. 이중매매로 매도인이 일방에게 이행불능의 책임을 지는 것과 이중매매의 유효 · 무효와는 별개의 문제이다.

### 매매의 예약
매매의 예약(豫約)은 본계약(本契約)인 매매계약을 장래 체결할 것을 약속하는 계약이다. 매매의 예약 이후, 당사자의 일방이 본계약의 체결을 청약할 때에는 상대방은 그것에 응하여야 한다(이것이 이 계약에 의한 채무의 내용이다). 위의 청약의 권리를 일방 당사자만이 가지는 경우(한쪽 당사자는 채무만을 부담하는 경우), 즉 '편무예약(片務豫約)'과 쌍방이 가지는 경우(쌍방이 채권·채무를 각각 갖는 경우), 즉 '쌍무예약(雙務豫約)'이 있다. 그런데 상대방이 위의 청약에 응하여 매매계약의 체결을 승인하지 않는 경우는 계약에 기(基)하여 상대방의 승낙을 구하는 소(訴)를 제기하여 그 재판을 얻거나(대한민국 민법 제389조 2항) 또는 채무불이행을 이유로 손해배상을 청구하게 된다. 그러나 이것은 무의미한 우로(迂路)가 된다(매매계약은 상대방의 승낙의 의사표시만으로 성립하며 더욱이 예약이 존재하면 재판을 반드시 얻을 수가 있다). 따라서 민법은 매매의 일방예약이 있는 경우에는 계약에 기하여 매매 완결의 의사표시를 하면 상대방의 승낙 없이 매매의 성립을 인정하는 것으로 하였다(대한민국 민법 제564조). 위의 규정이 있으므로 특약이 없는 한, 일방 당사자만이 예약 완결권(豫約完結權)을 갖는 예약은 일방예약으로 취급하게 된다.

#### 일방예약
일방예약(一方豫約)은 대한민국 민법 제564조의 규정에 대하여 예약 완결권자(예약에 기하여 매매의 체결을 청약하는 권리를 가진 사람)가 매매 완결의 의사표시를 한 때로부터 매매의 효력이 생기는 매매의 예약 중에서 일방 당사자만이 위의 예약 완결권을 갖는 것을 말한다.(또한 쌍방 당사자가 위의 권리를 가진 경우를 쌍방예약이라고 하는데 일방예약이 양당사자에게 있는 것으로 취급하면 된다).  일방예약이 있으면 당사자 일방의 의사표시(예약 완결권을 행사한다는 의사표시)만에 의하여 매매(계약)가 성립하게 된다. 따라서 일방예약의 법률적 성질은 단순한 예약이 아니라 정지조건부 매매(停止條件附賣買：예약 완결권의 행사를 정지조건으로 하는 매매)라고 생각되고 있다(이것을 단순한 편무계약으로 해석하는 입장도 유력하다. 판례도 편무계약이라고 보고 있다).

### 계약금
계약금(契約金)은 계약을 체결할 때 당사자 일방(一方)이 상대방에게 교부하는 금전 기타의 유가물(有價物)을 말한다. 그 계약금지급을 약정하는 합의를 계약금계약이라고 한다.  계약금계약은 주(主)된 계약에 부수하는 종(從)된  계약이므로 주된 계약이 무효, 취소 등으로 소멸하면 계약금계약도 당연히 소멸한다. 그러나 계약금계약이 반드시 주된 계약과 동시에 체결될 필요는 없다. 계약금계약은 금전 또는 유가물의 교부를 요건으로 한다는 점에서 요물(要物)계약이다. 계약이 이행되면 그 교부자는 수령자에게 계약금의 반환을 청구할 수 있는데 통상적으로는 계약대금의 일부로서 충당하는 것이 보통이다. 일반적으로는 선급금(先給金)·착수금(着手金)·내입금(內入金)·약정금·예약금 등으로도 불리고 있다.

#### 계약금 계약의 법적 성질
계약금 계약은 유상계약에서 행해지고 기본적으로는, 계약이 성립되었음을 증명하기 위하여, 즉 계약체결의 증거로서의 의미를 가지는 증약금(證約金)의 의미를 갖는다. 또한, 당사자의 의사에 따라 다음의 의미를 더 갖고 있다.
(1) 해약금: 계약의 해제권을 보류하기 위하여 교부되는 해약금(解約金)의 경우로서 대한민국 민법은 계약금을 원칙적으로 해약금의 성질을 갖는 것으로 규정하고 있으며 판례도 또한 계약금이 해약금의 성질을 가질 뿐이라고 한다.
(2) 위약벌 : 계약불이행이 있는 경우에 위약벌(違約罰)의 의미로서 계약금을 교부한 자가 계약상의 의무를 이행하지 않을 때에 그 상대방인 수령한 자가 그것을 몰수한다는 특약을 하는 경우,  위약벌의 의미를 갖는다. 이 경우에는 실제의 손해 유무와 관계없이 위약금을 지급해야 한다. 또한, 계약불이행으로 인한 실제의 손해배상은 위약벌과 관계없이 별도로 청구할 수 있다.
(3) 위약금 (또는 손해배상액의 예정) : 계약 체결시 당사자간의 특약(特約)으로 계약불이행의 경우에 계약금을 교부한 자는 그것을 몰수당하고 계약금을 수령한 자는 그 배액(倍額)을 상환할 것을 약정하는 경우에는 손해배상액의 예정으로 추정된다. 이 경우, 초과되는 손해배상을 구할 수가 없다. 그리고, 해약금과 손해배상 예정액의 성질을 겸한 계약금에 대하여 매수인이 해약금에 기한 해제권 행사를 이유로 그 일부의 반환을 구하였으나 그 주장취지에 손해배상 예정액으로서 과다한 부분의 부당이득반환을 구하는 취지도 포함된 것으로 볼 수 있는 경우, 과다한 손해배상 예정액 부분의 반환을 인정한 판례도 있다.

#### 해약금에 의한 해제권유보
계약금을 받은 사람이 그 배액을 상환하고 하는 계약해제의 의사표시는 그 의사표시만으로는 부족하고, 그 배액의 제공이 있어야 계약해제의 효과가 생기는 것이요, 그 상대편의 자의에 의하여 배액제공이 없더라도 일부만으로 우선 계약해제의 효과를 발생시킬 수는 없다 할 것이다.
해제권을 행사할 수 있는 기간은 당사자의 일방이 이행에 착수할 때까지이다. 판례에 따르면, 국토이용관리법상의 토지거래허가를 받기 전에는 이행의 착수가 있은 것으로 볼 수 없다.

## 매매의 효력
매매의 효력(賣買~效力)에는 매매의 의사표시의 내용으로부터 당연히 발생하는 효력(법률행위적 효력)으로서의 매도인이 재산권을 이전하여야 하는 의무(매수인 편에서 말하면 재산권 이전을 청구할 수 있는 권리：채권)와 매수인이 대금을 지급하여야 할 의무(매도인 편에서 말하면 대금 지급을 청구할 수 있는 권리：채권) 및 매매가 유상계약이라는 점에 기하여 특히 법률이 정한 효력(비법률행위적 효력)으로서의 매도인의 담보책임이 있다. 이 중에서 매도인의 재산권 이전 의무에 관하여는 매도인의 과실 인수 권리(果實引受權利)(대한민국 민법 제587조), 매수인의 대금지급 의무에 관하여는 대금지급 시기(대한민국 민법 제585조), 대금지급 장소(대한민국 민법 제586조), 이자지급 의무(대한민국 민법 제587조), 대금지급 거절이 가능한 경우(대한민국 민법 제588조) 등에 관하여 각각 특칙을 두고 있다. 그러나 이들 특칙이나 담보책임의 규정에 관하여는 당사자간에 자유로이 이러한 규정에 반하는 결정을 할 수 있다.

### 매도인의 담보책임
매도인의 담보책임은 매매에 의하여 이전된 권리나 권리의 객체인 물건에 불완전한 점(하자, 瑕疵)이 있는 경우에 매도인이 부담하는 일정한 책임을 말한다. 특정물 매매(물품)는 특정된 물건을 매수인에게 급부하면 매도인의 채무는 이행된 것으로 된다(불특정물 매매에서는 이에 반하여 어느 것을 급부할 것인가 결정되지 않았으므로 항상 완전한 물건을 급부할 의무가 있으며, 불완전한 물건을 급부한다 하여도 이행한 것이 되지 않는다). 그러나 매매와 같은 유상계약에서는 이렇게 되면 매도인과 매수인과의 공평을 잃을 경우도 생긴다. 예컨대 매수인이 완전한 물건임을 전제로 하여 대가(代價)를 지급한 경우 등이다. 따라서 민법은 매도인의 담보책임을 규정하여 매도인·매수인의 공평을 도모하였다. 매도인의 담보책임은 매도인의 과실과는 관계없이 생기는 책임(무과실 책임)인데 매도인·매수인의 특약으로 이와 다른 결정을 하는 것은 자유이다(예외 584조). 매도인에게 담보책임이 있는 결과, 매수인은 일정한 경우 계약해제권·대금감액 청구권(代金減額請求權)·손해배상 청구권이 인정된다. 상기한 것 중 손해배상이 인정되는 범위는 매수인이 하자(瑕疵)가 있음을 알고 있었으면 입지 아니하였을 손해(신뢰이익)에 한정된다. 매도인의 담보책임에 관하여는 매매된 권리의 하자에 대한 것(추탈담보, 追奪擔保)과 물건의 하자에 대한 것(하자담보)에 관한 규정 외에, 채권의 매도인의 담보책임에 관한 특칙(579조), 경매(競賣)의 경우의 담보책임에 관한 특칙(578조)이 있다. 또한 담보책임의 불특정 매매에의 적용 및 담보책임과 착오의 규정과의 관계에 대하여는 구법시대부터 학설 · 판례가 대립되어 왔다(앞의 문제에 관하여는 하자담보의 항 참조. 뒤의 문제에 대하여 현재의 학설은 착오에 관한 규정의 적용이 배척되고 담보책임의 규정만이 적용된다는 데 일치).

### 부동산의 매매계약
부동산의 매매계약이 체결된 경우에는 매도인의 소유권이전등기의무, 인도의무와 매수인의 잔대금지급의무는 동시이행의 관계에 있으며 매도인은 특별한 사정이 없는 한 제한이나 부담이 없는 완전한 소유권이전등기의무를 진다. 부동산의 매매계약에 있어서 특별한 약정이 없는 한 매수인은 그 부동산에 설정된 근저당권설정등기가 있어 완전한 소유권이전을 받지 못할 우려가 있으면 그 근저당권의 말소등기가 될 때까지 그 등기상의 담보한도금액에 상당한 대금지급을 거절할 수 있다. 매수인이 선이행하여야 할 중도금 지급을 하지 아니한 채 잔대금지급일을 경과한 경우에는 매수인의 중도금 및 이에 다한 지급일 다음날부터 잔대금지급일까지의 지연손해금과 잔대금의 지급채무는 매도인의 소유권이전등기의무와 특별한 사정이 없는 한 동시이행관계에 있다.

### 과실수취권
소유권이전등기를 미리 경료받았다고 하더라도 매매대금을 완급하지 않은 경우 부동산으로부터 발생한 과실은 매수인이 아니라 매도인에게 귀속된다.
특별한 사정이 없는 한 매매계약이 있은 후에도 인도하지 아니한 목적물로부터 생긴 과실은 매도인에게 속하나 매매목적물의 인도전이라도 매수인이 매매대금을 완납한 때에는 그 이후의 과실수취권은 매수인에게 귀속된다.

## 특수한 매매계약

### 견본매매
견본매매(見本賣買)는 견본에 의하여 매매 목적물을 정한 매매를 말한다. 매매 계약시에 목적물이 당사자의 눈 앞에 존재하지 않은 경우, 견본에 의하여 목적물의 품질·성능을 추측하고 이대로의 물품을 몇 개라고 하는 것과 같이 매매하는 것은 가능하다. 견본매매에서는 매도인은 목적물이 견본과 동일 품질·성능을 가졌다는 것을 보증한 것이 되며 목적물이 견본대로가 아닌 경우에는 하자담보책임이 생긴다(통상은 불특정물 매매이다).

### 시험매매
시험매매(試驗賣買)는 목적물이 매수인의 마음에 들면 산다는 매매를 말한다. 시미매매(試味賣買)라고도 한다. 특약이 없는 한, 매도인은 최종적으로 매입할 것인가의 의사를 결정하기까지 시험을 하는 기회를 부여하는 의무를 지며, 매수인은 마음에 들지 아니하여 사지 않을 때라도 시험하여 본 데 대한 대가를 지급할 의무를 지지 아니한다. 특약이 없는 경우, 매도인은 기간을 정하여 살 것인가 여부에 대한 회답을 최고하여 회답이 없으면 매매는 불성립이 된다(제564조의 유추적용).

### 대금분할지급매매(할부매매)
대금분할지급매매(代金分割支給賣買) 또는 할부매매(割賦販賣)는 매매대금을 일정한 기간마다 분할하여 지급할 것을 약정(約定)한 매매이다. 가장 많은 것은 매월 지급하는 형태를 취하는 것으로서 보통은 할부판매라고 불린다. 비교적 고가인 상품을 용이하게 구입할 수 있으므로 넓게 행하여지고 있는데, 대금의 완제(完濟) 전에 목적물이 매수인에게 인도되기 때문에 매도인측에서 대금의 회수를 확실히 할 목적으로 매수인에게는 부당(不當)하게 불이익한 약관(예；1회라도 대금지급이 늦어지면 계약은 실효(失效)가 되며 목적물은 매도인에게 반환함을 요하나 이미 지급이 끝난 대금은 매수인에게 반환하지 않는다 등)을 붙이는 일이 많다. 이와 같이 할부판매(월부판매(月賦販賣)라고도 한다)는 여러 가지의 편리한 점이 있으나 그 반면에 쌍방의 이해가 얽히기 때문에 많은 복잡한 문제가 제기된다. 따라서 경제적 약자인 매수인을 보호하고 합리적인 거래질서의 확립을 위하여 각국은 특별법을 제정해서 이러한 문제들을 적절히 규율하려 하고 있다. 대한민국에서는 1980년대까지 소비자보호를 위한 입법이 없었기 때문에 일부 판매업자들의 자의적인 전횡이 많았을 뿐만 아니라 그로 인한 소비자의 피해보상 역시 백지와 같았다. 1986년 12월 31일 법률 제3921호로 제정·공포된 소비자보호법을 시작으로 소비자피해보상규정(경제기획원 고시) 약관(約款)의 규제에 관한 법률(1986년 12월 31일 법률 제3922호) 등이 제정·공포되어 이 법령에 의해 한국소비자원과 재정경제부 내에 약관심사위원회가 설치되어 소비자보호와 일반 상거래에서의 매수인의 권익보호를 위해 활동하고 있다. 약관의 규제에 관한 법률에 의하면 약관이란 '그 명칭이나 형태 또는 범위를 불문하고 계약의 일방 당사자가 다수의 상대방과 계약을 체결하기 위하여 일정한 형식에 의하여 미리 마련해 놓은 계약의 내용'으로서 그 일반원칙으로 신의성실의 원칙(민법 제2조)에 반하여 공정을 잃은 내용은 무효이며 ① 고객에 대하여 부당하게 불리하거나, ② 고객이 계약의 거래형태 등 제반사정에 비추어 예상하기 어려운 내용, ③ 계약의 목적을 달성할 수 없을 정도로 계약에 따르는 본질적 권리를 제한하는 내용의 조항은 공정을 잃은 것으로 추정된다(제6조)고 하여 부당한 매매계약에서 매수인의 권리보호를 목적으로 하고 있다.

### 계속적 공급매매
계속적 공급매매(繼續的供給賣買)는 매도인이 일정 또는 일정하지 않은 기간, 일정종류·품질을 가진 것을 계속적으로 매수인에게 공급하는 매매(예컨대 가스·신문·우유 등의 공급)를 말한다. 하나의 전체에 걸친 계약에 의하여 개개의 목적물 공급 및 대금 지급이 행하여지는(그 때마다 계약을 하는 것이 아니다) 점이 특징이다. 따라서 1회의 급부의 불이행(예；하루만 신문이 오지 않은 경우 등)은 계약의 일부 불이행이 된다. 그러므로 불이행의 부분의 정도에 따라 동시 이행의 항변을 할 수도 있으며(매도인이 불이행이면 매수인은 그 부분의 대금지급을 거절할 수 있고 그 반대의 경우도 동일하다. 단 불이행이 대단한 것이 아닌 때에는 위의 항변은 인정하지 않는 수가 있다), 또 채권자는 원칙적으로 불이행의 부분에 관하여서만 해지할 수 있으나 불이행의 부분의 정도가 중대한 것일 때에는(양적으로나 질적으로) 계약전체를 해제할 수 있다.

## 환매
환매(還買)는 매도인이 매매계약과 동시에 한 특약 중에서 미리 보류한 환매할 수 있는 권리(환매권)를 행사하여 매수인으로부터 매매 목적물을 환매하는 제도(광의의 환매)를 말한다.소유권 양도(매매)의 형식을 이용하여 채권의 담보를 목적으로 노린 것이다. 환매권을 보류하는 방법으로서는 재매매(再賣買)의 예약도 있으나 민법은 매매계약 해제권을 보류하는 방법을 '환매'로서 규정하고 있다(590조-595조). 그러나 민법이 규정하는 환매(협의의 환매)는 원칙적으로 환매대금은 매수인이 지급한 대금 및 계약의 비용에 한정되며(590조), 환매의 기간은 최고 부동산에서는 5년, 동산은 3년으로 한정되며(591조), 목적물이 부동산일 경우에는 환매권의 보류를 등기해야 하는(592조) 등 제약이 많다. 이 때문에 실제에는 이용되는 일이 적으며 제약 없이 환매와 같은 경제적 기능을 발휘할 수 있는 재매매의 예약이 이용되는 일이 많다. 환매의 효과에 관하여 환매를 최초의 매매의 해제로 보는 다수설에 의하면 환매권의 행사로 매매 계약은 해제되나, 이때에는 목적물의 소유권이 곧 환매권자(매도인)에게 복귀하는 것이 아니라, 인도나 이전 등기를 갖추었을 때에 비로소 복귀한다고 한다. 이와 같이 환매를 최초의 매매의 해제라는 점에서 재매매의 예약과 구별하나 환매를 재매매의 예약의 일종으로 보아 양자를 본질적으로 구별하지 않는 견해도 있다.

## 재매매의 예약
재매매의 예약(再賣買~豫約)은 매매를 할 때에 장래 일정한 대금 또는 시가로 매수인이 매도인에게 재차 그 매매 목적물을 매각하기로 예약하는 것을 말한다. 이것은 채권담보의 목적으로 행하여지는 것이며(즉 매매대금은 융자액 곧 채권에 상당하고 매매 목적물은 담보물에 상당한다), 매매 예약의 태반은 이재매매의 예약으로서 행하여진다고 한다. 매매의 형식에 의한 채권담보의 제도로서는 환매(還買)가 민법에 규정되어 있다. 그러나 환매제도는 비교적 요건이 엄격하기 때문에 별로 이용되지 않으며 그 대신 제약이 없는 재매매의 예약의 형식이 넓게 이용되게 되었다(즉, 예약을 완결하여야 할 기간 재매매 때의 대금 등을 전부 당사자간에서 자유로이 결정할 수 있다). 단지 재매매의 예약이라도 부당하게 높은 재매매 대금(再賣買代金：융자액에 利子附로 한 것에 해당)을 정하는 것은 폭리행위가 되어 인정되지 않는 것은 물론이다. 또한 재매매의 예약이 전적으로 자유로이 할 수 있는 것으로 방치되는 것은 여러 가지 불편이 생기므로 환매의 규정을 어느 정도 유추적용(類推適用)하여야 한다고 말하고 있다.

## 손해배상청구

### 특정물의 매매
특정물의 매매에 있어서 그 목적물이 매수인에게 인도되지 않으면 매수인이 대금지급을 지체하여도 매도인은 매수인에게 동 인도가 이루어지기 이전의 기간 동안의 목적물의 관리보존비의 상환이나 매매대금의 이자상당액의 손해배상청구를 할 수 없다.

### 이자
특정물의 매매에 있어서 매수인의 대금지급채무가 이행지체에 빠졌다 하더라도 그 목적물이 매수인에게 인도될 때까지 매수인은 매매대금의 이자를 지급할 필요가 없는 것이므로, 그 목적물의 인도가 이루어지지 아니하는 한 매도인은 매수인의 대금지급의무 이행의 지체를 이유로 매매대금의 이자 상당액의 손해배상청구를 할 수 없다. 대금의 지급기한이 있는 때에는 대금을 전부지급하지 아니한 채 목적물을 인도받았다 하더라도 그 기한까지는 미지급대금에 대한 이자를 지급할 의무가 없다.

## 같이 보기
- 전세
- 임대차